# Pablo Valcarce
Pablo Valcarce Vidal (Ponferrada, 3 febbraio 1993) è un calciatore spagnolo, attaccante dell'UD Logroñés.

## Biografia
È il gemello di Luis Valcarce, a sua volta calciatore.

## Carriera
Cresciuto nel settore giovanile del Ponferradina, nel 2011 passa al Numancia. Promosso definitivamente in prima squadra nel 2015, nelle stagioni successive diventa uno dei leader della squadra, mettendosi in mostra come uno dei migliori giocatori della rosa.
Il 2 luglio 2018, rimasto svincolato, firma un quadriennale con il Maiorca. Il 19 luglio 2019, dopo aver conquistato la promozione in Liga, viene ceduto in prestito al Ponferradina.

## Statistiche

### Presenze e reti nei club
Statistiche aggiornate al 21 luglio 2019.
| Stagione        | Squadra         | Campionato      | Campionato | Campionato | Coppe nazionali | Coppe nazionali | Coppe nazionali | Coppe continentali | Coppe continentali | Coppe continentali | Altre coppe | Altre coppe | Altre coppe | Totale | Totale |
| Stagione        | Squadra         | Comp            | Pres       | Reti       | Comp            | Pres            | Reti            | Comp               | Pres               | Reti               | Comp        | Pres        | Reti        | Pres   | Reti   |
| --------------- | --------------- | --------------- | ---------- | ---------- | --------------- | --------------- | --------------- | ------------------ | ------------------ | ------------------ | ----------- | ----------- | ----------- | ------ | ------ |
| 2014-2015       | Numancia        | SD              | 2          | 0          | CR              | -               | -               | -                  | -                  | -                  | -           | -           | -           | 2      | 0      |
| 2015-2016       | Numancia        | SD              | 34         | 8          | CR              | 0               | 0               | -                  | -                  | -                  | -           | -           | -           | 34     | 8      |
| 2016-2017       | Numancia        | SD              | 36         | 8          | CR              | 1               | 0               | -                  | -                  | -                  | -           | -           | -           | 37     | 8      |
| 2017-2018       | Numancia        | SD              | 29+1       | 4          | CR              | 1               | 0               | -                  | -                  | -                  | -           | -           | -           | 31     | 4      |
| Totale Numancia | Totale Numancia | Totale Numancia | 101+1      | 20         |                 | 2               | 0               |                    | -                  | -                  |             | -           | -           | 104    | 20     |
| 2018-2019       | Maiorca         | SD              | 10         | 1          | CR              | 2               | 0               | -                  | -                  | -                  | -           | -           | -           | 12     | 1      |
| Totale carriera | Totale carriera | Totale carriera | 111+1      | 21         |                 | 4               | 0               |                    | -                  | -                  |             | -           | -           | 116    | 21     |

## Palmarès

### Club

#### Competizioni nazionali
- Primera Federación: 1

Deportivo La Coruña: 2023-2024 (gruppo 1)